# Lizzie Borden a-t-elle tué ses parents ?
Série Lizzie Borden
The Lizzie Borden Chronicles
(2015)
Pour plus de détails, voir Fiche technique et Distribution.
Lizzie Borden a-t-elle tué ses parents ? (Lizzie Borden Took an Ax) est un téléfilm biographique américain réalisé par Nick Gomez et diffusé le 25 janvier 2014 sur Lifetime.
Le téléfilm raconte l'histoire de Lizzie Borden qui fut la principale suspecte d'une affaire judiciaire autour du double meurtre à la hache de son père et de sa belle-mère en 1892 à Fall River aux États-Unis. Il contient néanmoins des éléments fictionnels et spéculatifs, l'affaire n'ayant jamais été résolue.
En France, il a été diffusé pour la première fois le 8 juin 2015 sur TF1.
Succès d'audience lors de la diffusion, il donna naissance à une suite sous forme de mini-série de huit épisodes, intitulée The Lizzie Borden Chronicles et diffusée l'année suivante, toujours sur Lifetime.

## Synopsis
En août 1892 à Fall River dans le Massachusetts, Lizzie Borden, une enseignante de l'École du dimanche, retrouve le cadavre de son père, brutalement assassiné à la hache. Quand les autorités arrivent, un second corps est retrouvé, celui de la belle-mère de Lizzie.
Plus l'enquête avance, plus les preuves semblent pointer Lizzie du doigt. Malgré l'aide de son avocat, qui pense qu'une femme ne pourrait jamais commettre quelques choses d'aussi violent, Lizzie est jugée. L'affaire commence de plus en plus à faire du bruit et Lizzie devient alors l'une des figures les plus célèbres du pays.

## Fiche technique
Sauf indication contraire, les informations mentionnées dans cette section peuvent être confirmées par la base de données cinématographiques IMDb,  présente dans la section « Liens externes ».
- Titre original : Lizzie Borden Took an Ax
- Titre français : Lizzie Borden a-t-elle tué ses parents ?
- Réalisation : Nick Gomez
- Scénario : Stephen T. Kay
- Décors : James McAteer
- Costumes : Marilyn Vance
- Photographie : Steve Cosens
- Musique : Tree Adams
- Montage : Henk Van Eeghen
- Casting : Susan Edelman
- Production : Michael Mahoney
- Producteurs délégués : Joan Harrison, Jonathan Koch et Steven Michaels
- Sociétés de production : Peace Out Productions et Sony Pictures Television
- Sociétés de distribution : Lifetime (télévision américaine) ; Sony Pictures Television (globale)
- Pays d’origine :  États-Unis
- Langue originale : anglais
- Format : couleur - 16:9 HD - son Dolby
- Genre : Drame biographique
- Durée : 87 minutes
- Dates de sortie : 
  -  États-Unis : 25 janvier 2014 sur Lifetime
  -  France : 8 juin 2015 sur TF1

## Distribution
- Christina Ricci (VF : Alexandra Garijo) : Lizzie Borden
- Clea DuVall (VF : Carole Franck) : Emma Borden
- Billy Campbell (VF : Patrick Mancini) : Andrew Jennings
- Gregg Henry (VF : Gabriel Le Doze) : Hosea M. Knowlton
- Hannah Anderson (VF : Delphine Rivière) : Bridget Sullivan
- Shawn Doyle (VF : Stéphane Roux) : Marshal Hilliard
- Sara Botsford (VF : Céline Duhamel) : Abby Durfee Borden
- Stephen McHattie (VF : Patrick Osmond) : Andrew Borden
- Andria Wilson (VF : Ana Piévic) : Nance O'Neil
- Andrea Runge (VF : Marie Donnio) : Alice Russell
- Gary Levert (VF : Sébastien Ossard) : le maire Coughlin
- Jeremy Akerman (VF : Frédéric Cerdal) : le juge Blaidsell
- John Dunsworth (VF : Jean-Bernard Guillard) : Dr Bowen
- John Maclaren : le révérend Edwin A. Buck
- Source et légende : Version française (VF) via le carton de doublage lors de la diffusion sur TF1.

## Accueil

### Audience
Aux États-Unis, lors de sa première diffusion le 25 janvier 2014 sur Lifetime, le téléfilm a réuni 4,4 millions de téléspectateurs, un très bon score pour la chaîne, faisant de lui le programme le plus regardé de la soirée sur le câble.
En plus de son succès à la télévision, le téléfilm était le programme le plus commenté sur Twitter de la soirée. Le lendemain de sa diffusion, il fut mis en ligne sur le site de la chaîne, permettant à ce dernier d'attirer le plus de monde depuis novembre 2012.
Le taux d'audience du téléfilm, additionné à celui de son précédent téléfilm, Les Enfants du péché, permet à la chaîne de devenir la chaîne câblé la plus regardée du mois de janvier 2014.

### Critiques
Le téléfilm a divisé la critique. Sur le site agrégateur de critiques Rotten Tomatoes, il recueille 43 % de critiques positives, avec une note moyenne de 5,62/10 sur la base de 14 critiques collectées.
Sur le site Metacritic, il obtient un score de 55/100 sur la base de 12 critiques collectées.

## Suite en mini-série
À la suite du succès du téléfilm, Lifetime annonce avoir commandée une mini-série pour faire suite à la série et mettant en scène la vie de Lizzie entre la fin de son procès et le départ d'Emma, avec le retour de Christina Ricci et Clea DuVall dans le rôle des sœurs Borden.
Composée de huit épisodes, cette mini-série intitulée The Lizzie Borden Chronicles a été diffusée entre le 5 avril 2015 et le 24 mai 2015. Alors que le téléfilm mélangeait faits-réels, fiction et spéculations, la mini-série est quasi entièrement une œuvre de fiction.